# Macuru
Macuru, barbudinho-de-peito-fulvo ou macuru-pardo (nome científico: Nonnula rubecula) é uma espécie de ave buconídea. Classificado às vezes na ordem Galbuliformes ou na Piciformes.
Pode ser encontrada na Argentina, Brasil, Colômbia, Equador, Guiana Francesa, Paraguai, Peru, Suriname, e Venezuela. Os seus habitats naturais são: florestas de terras baixas úmidas tropicais ou subtropicais.

## Subespécies
São reconhecidas sete subespécies:
- Nonnula rubecula rubecula (Spix, 1824) - ocorre no Leste e Sudeste do Brasil, dos estados da Bahia e Goiás até o estado do Rio Grande do Sul, Leste do Paraguai e Nordeste da Argentina na província de Misiones;
- Nonnula rubecula cineracea (PL Sclater, 1881) - ocorre no Nordeste do Equador, Nordeste do Peru, e no Oeste o Brasil;
- Nonnula rubecula duidai (Chapman, 1914) - ocorre no Leste da Venezuela;
- Nonnula rubecula interfluvialis (Parkes, 1970) – ocorre no Sul da Venezuela, do Sul do rio Orinoco) até o Rio Negro no Norte do Brasil;
- Nonnula rubecula simplex (Todd, 1937) – ocorre na margem Sul do baixo Rio Amazonas no Norte do Brasil;
- Nonnula rubecula simulatrix (Parkes, 1970) – ocorre no Sudeste da Colômbia, e no Noroeste do Brasil, entre o Rio Negro e o Rio Amazonas;
- Nonnula rubecula tapanahoniensis (Mees, 1968) – ocorre nas Guianas e no Norte do Brasil, na margem Norte do baixo Rio Amazonas.